# Craterocephalus stramineus
Craterocephalus stramineus és una espècie de peix pertanyent a la família dels aterínids ednèmic d'Austràlia.
Pot arribar a fer 6,5 cm de llargària màxima (normalment, en fa 4).
Menja insectes i llurs larves, petits crustacis, caragols i algunes algues.
És un peix d'aigua dolça, bentopelàgic i de clima tropical (25 °C-30 °C).
És inofensiu per als humans i, tot i que és atractiu, delicat i difícil de mantindre en captivitat.